# Minerva, Ohio
Minerva là một làng thuộc quận Stark, tiểu bang Ohio, Hoa Kỳ. Năm 2010, dân số của làng này là 3720 người.

## Dân số
- Dân số năm 2000: 3934 người.
- Dân số năm 2010: 3720 người.